# 蒋顺学
蒋顺学（1926年6月5日—2022年12月24日），河北深县人。中国人民解放军高级将领，中将军衔，曾任軍事科學院院長。
蒋顺学於1938年加入八路军，后至东北参加作战。中华人民共和国成立后在公安部队和公安军任团长，后入军事学院基本系学习，1958年毕业。毕业后长期在军事科学院从事军事理论研究。1990年4月任军事科学院院长。1992年退役，后在八届全国人大常委会委员、外事委员会委员。